# Frank La Rocca

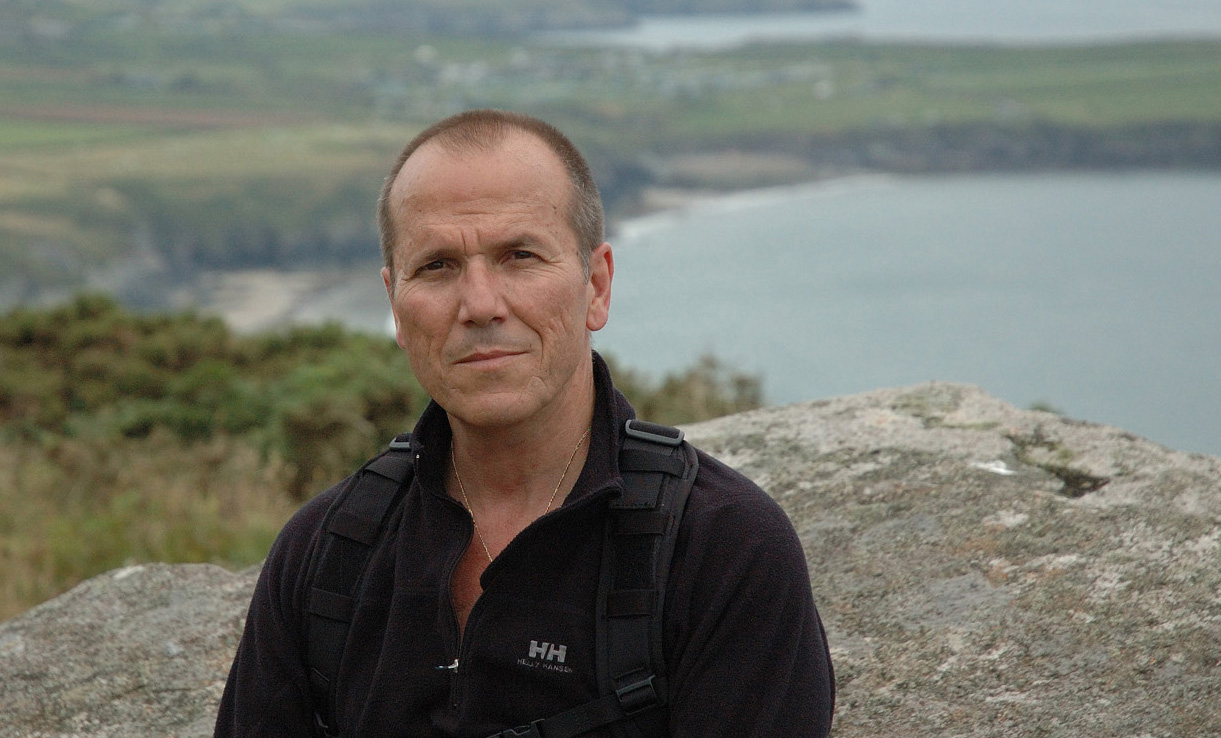
Frank La Rocca

Frank La Rocca (* 1951 in New Jersey) ist ein US-amerikanischer Komponist.

## Leben
Frank La Rocca wurde 1951 in New Jersey geboren. Er studierte an den Universitäten Yale und Berkeley. Frühe musikalische Erfahrungen reichen vom klassischen Klavier über elektronische Keyboards bis zu einer Vielzahl an Rock- und Blues-Bands. Bereits mit 14 Jahren komponierte er erste Werke. Seine Lehrer sind Edwin Dugger, Olly Wilson, Andrew Imbrie, Jonathan Kramer, Frank Lewin und John Mauceri. Unter vielen Auszeichnungen und Ehrungen sind ein Stipendium von der „National Endowment for the Arts“, der kalifornischen Künstlergesellschaft, und ein Preis für junge Komponisten der US-amerikanischen Verwertungsgesellschaft ASCAP.
La Rocca wurde mehrmals ausgezeichnet für herausragende Verdienste als Professor für Musik an der California State University, East Bay.
La Roccas Musik wird in Nordamerika, Europa, Japan und Korea aufgeführt. Aufnahmen wurden u. a. vom San Francisco Mädchenchor, dem Prager Rundfunk-Chor und -Orchester und dem Alexander-Streichquartett gemacht. Seine Werke werden bei Boosey & Hawkes, Walton Musik, Santa Barbara Music Publishers und Lumen Verum Music verlegt.
La Rocca hat Musik sowohl für die Konzertbühne wie auch für Liturgie geschrieben. Über seine Arbeit im Bereich der sakralen Chormusik schreibt La Rocca, er sehe sich selbst in der Rolle eines „Apologeten für einen unverwechselbaren christlichen Glauben – nicht durch direktes Überzeugen, sondern durch die Schönheit der Musik“.
Frank La Rocca lehrte von 1981 bis 2014 an der California State University, East Bay, wo er Vorsitzender des Musikdepartementes war. Seit 2018 ist er  Composer in Residence am Benedict XVI Institute for Sacred Music and Divine Worship im Bistum San Francisco.

## Vokalwerke
- Mass of the Americas (2018) für Chor SATB, Orgel, Streichquartett, Gitarre und Marimba
- Missa Sancte Ioseph (2018) für Chor SATB
- Remember Me (2017) für Chor SATB
- Tantum Ergo (2017) für Chor SATB
- Ave Verum Corpus II (2017) für Chor SATB
- Ne Irascaris Domine (2016) für Chor SSAATTBB
- Ave Maria II (2015) für Chor SATB
- Qui Creavit Caelum (2015) für Chor SSAA und Violoncello
- Anima Christi (2014) für Chor SSATBB
- Tread Softly (2014) für Chor SSAATB
- Ego Sum Pastor Bonus (2013) für Chor SATB
- Diffusa Est Gratia (2012) für Chor SATB
- Ave Maris Stella (2012) für Frauenchor
- Nunc Dimittis (2012) für Frauenchor
- O Sacrum Convivium (2011) für Chor SATB
- Iam Lucis Orto Sidere (2010) für Frauenchor
- Credo (2010) für Chor SATB
- Ave Maria (2009) für Chor SATB
- The Divine Image (2008) für Chor SSAATTBB a cappella
- Ave Verum Corpus (2008) für Chor SATB a cappella
- Hallelujah (2007) für Chor SATB, Orgel und Blech(ad lib.)
- O Eve (2007) für Chor SATB
- Cantate Domino (2006) für Chor SATB und Orchester(oder Orgel)
- Sicut Cervus (2005) für Chor SATB
- O Nata Lux (2005) für Chor SATB und Streichorchester
- Miserere (2004) für Chor SATB
- Echo (2004) für Frauenchor
- O Magnum Mysterium (2003) für Chor SATB
- Ubi Caritas (2003) für Chor SATB a cappella
- O Vos Omnes (2003) für Chor SATB
- Eli, Eli (2003) für Chor SATB und Orgel
- Magnificat (2002) für Frauenchor
- Expectavi Dominum (2001) für gemischten Chor
- Veni Sancte Spiritus (2001) für Sopran, Klarinette und Streichquartett
- In the Beginning (2000) für gemischten Chor
- Credo (2002) für Chor SATB
- Exaudi (1998) für gemischten Chor
- Psalm 23 (2002) für Chor SATB
- O Eve (2007) für Chor SATB oder SSAA
- Resurrection Prelude (2005), für Chor SATB, Orgel, Blechbläser und Pauken

## Kammermusik
- In This Place (2000) für Klarinette, Violine und Klavier.
- FourPlay (1997) für Streichquartett
- Meditation (1991) Klavier solo
- Divertimento (1990) für zwei Klaviere
- Secret Thoughts (1986) für Cello allein

Aufgenommen auf CRI SD 567
- Frammenti (1983) für Klavier solo
- Duo Lirico (1982) für Violine und Viola
- Streichtrio (1981) für Violine, Viola und Cello

Aufgenommen auf CRI SD 567
- Fantasy für Violine und Klavier (1979)
- Phoenix (1976) für Klarinette, Streichquartett, Klavier und Schlagzeug
- Night Music (1975) für Violine und Klavier

## Vokalkammermusik
- In a Dark Time (1989) für Chor SATB und Kammerensemble
- The Pure Fury (1988) für Tenor und großes Kammerensemble
- Canti d'Innocenza (1984) für Sopran, Klarinette, Harfe und Vibraphon

Aufgenommen auf CRS 8944.

## Orchesterwerke
- Veni Sancte Spiritus (2001) für Sopran, Klarinette und Streichorchester
- While Orpheus Dreamed (1998) für Orchester
- The Right Road Lost (1996) für großes Orchester
- Crossing the Rubicon (1994) für Orchester
- No strings (1993) für symphonisches Blasorchester
- The Pure Fury (1989) für Tenor und Kammerorchester
- Chen (1977) Prolog für Orchester

## Elektronische Musik, Filmmusik
- Labyrinth (1977) für Tonband
- Newsical Muse (1975) Beiträge für ein Live-Radiotheater von Neil B. Rolnick
- Emergency (1974) Musik für einen Dokumentarfilm
- Krystallos (1973) Musik für einen Dokumentarfilm